# Цветови тест на Люшер
Цветовият тест на Люшер е психологически тест, разработен от швейцарския психолог Макс Люшер. Цветовата диагностика на Люшер позволя да се измери психофизиологическото състояние на човек, неговата устойчивост на стрес, активността и комуникативните способности. Тестът на Люшер позволява да се определи причината за психологическия стрес, който може да доведе до появата на физически симптоми.
Макс Люшер установява, че възприятието за цвета е обективно и универсално за всички, но индивидуалните предпочитания за избора на цвят са субективни. Това различие позволява да се измерят субективните състояния с помощта на тестови цветове.

## Теста
Днес съществуват два варианта на теста на Люшер: кратък и пълен. При вземането на краткия вариант се използва набор (таблица) от 8 цвята: сив (условен номер – 0), тъмносин (1), синьозелен (2), червено-жълт (3), жълточервен (4), лилав (5), кафяв (6) и черен (7).
Пълният вариант на цветовия тест на Люшер („Клиничен цветови тест“) се състои от седем цветови таблици:
- „сива“
- „8 цвята“
- „4 основни цвята“
- „синя“
- „зелена“
- „червена“
- „жълта“